# Adoramus
Chór „Adoramus” w Bydgoszczy – polski chór dziecięcy, istniejący przy Szkole Podstawowej nr 63 w Bydgoszczy.

## Charakterystyka
Chór powstał przy parafii Bożego Ciała w Bydgoszczy w 1991 r. Inicjatorem, organizatorem i pierwszym dyrygentem zespołu był ks. Jarosław Zimny. Pierwsze występy miały miejsce w kościołach bydgoskich. Z czasem zespół dziecięcy zaczął brać udział w uroczystościach szkolnych w SP nr 63, w imprezach organizowanych dla mieszkańców dzielnicy Szwederowo w Bydgoszczy, a także w eliminacjach i przeglądach chórów. Dyrygentem chóru przy szkole podstawowej została Jolanta Rybka. Chór zaczął brać udział w licznych imprezach i koncertach, m.in. w Filharmonii Pomorskiej, w Pałacu Młodzieży w Bydgoszczy, w licznych uroczystościach szkolnych i charytatywnych, odnosząc także sukcesy w konkursach chórów szkolnych.
W 1995 r. otrzymał nagrodę dyrektora Pałacu Młodzieży w Bydgoszczy za interesujący debiut na eliminacjach wojewódzkich XIV Ogólnopolskiego Konkursu Chórów a Cappella Dzieci i Młodzieży wraz z nagrodą dla najlepszego chóru dziecięcego miasta Bydgoszczy. W 1996 r. uzyskał „Złoty Kamerton” w Ogólnopolskim Konkursie Chórów. Trzykrotnie otrzymał nagrody Prezydenta Miasta. W swoim repertuarze ma muzykę dawną i współczesną, zwłaszcza polskich kompozytorów oraz muzykę rozrywkową. Nagrał też kilka płyt CD, m.in. z kolędami.